# Stockmansmolen

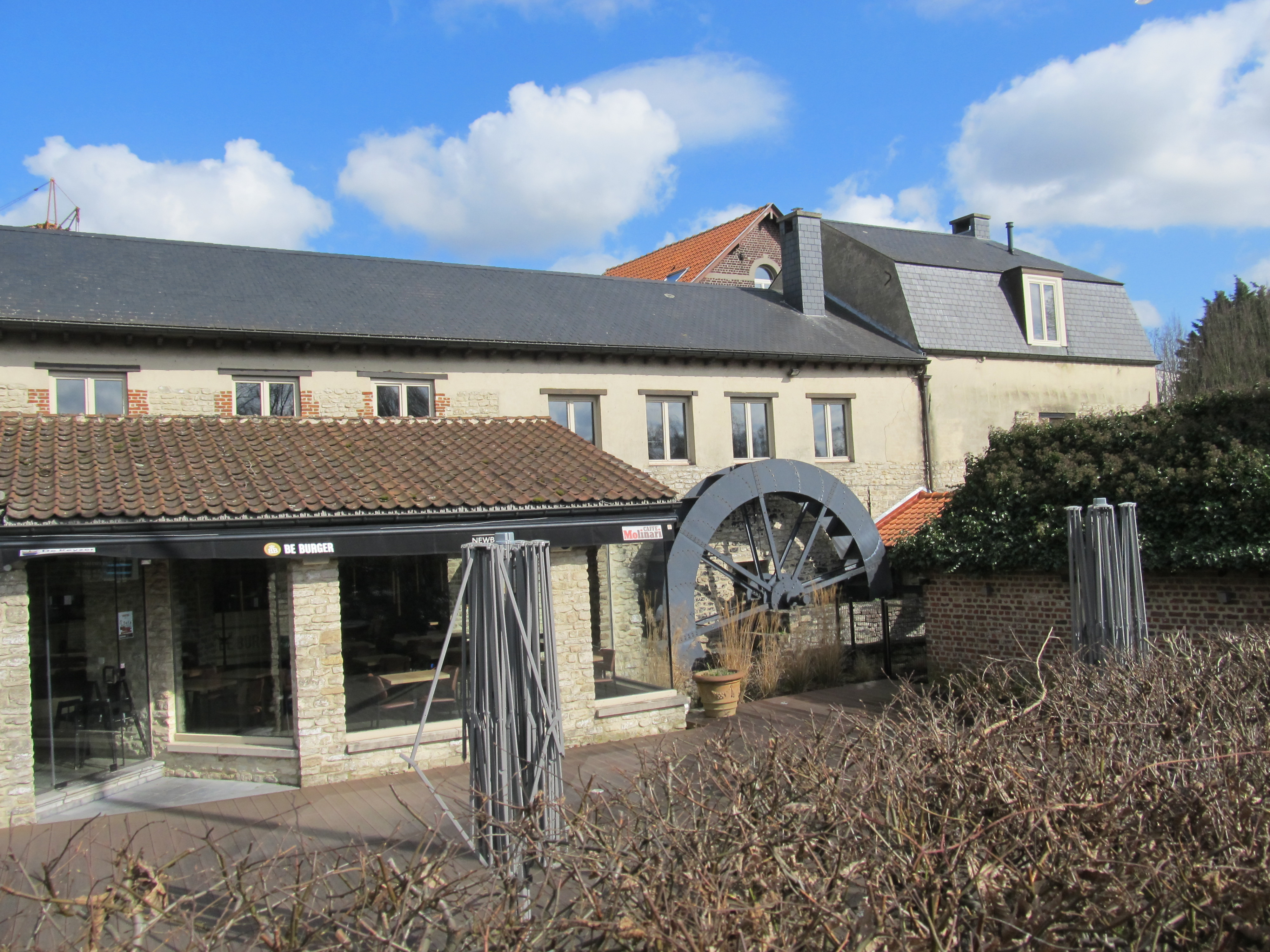
Stockmansmolen

De Stockmansmolen is een watermolen in de Vlaams-Brabantse plaats Zaventem, gelegen aan de Hector Henneaulaan 164.
Deze middenslagmolen op de Woluwe fungeerde als korenmolen.

## Geschiedenis
Ooit kende Zaventem een zevental watermolens waarvan de Stockmansmolen bewaard is gebleven. Deze molen werd voor het eerst vermeld in de 13e eeuw. Hij was lange tijd eigendom van het geslacht van der Beke. In 1830 heeft de molenaar nog de weilanden onder water gezet waardoor de Hollandse troepen niet konden oprukken. In 1842 kwam de molen door huwelijk in bezit van de familie Stockmans. Deze familie bezigde de molen ook als papiermolen, maar vanaf 1883 werd hij enkel nog als korenmolen gebruikt. Vanaf midden 20e eeuw kwam de molen buiten gebruik en raakte in verval. In de jaren 80 van de 20e eeuw werd de molen gerestaureerd en ingericht als restaurant.

## Gebouw
Het molenhuis is een langgerekt gebouw dat is opgetrokken uit zandsteen, en waarvan een deel zich onder een mansardedak bevindt. Het rad werd gerenoveerd.